# Hongkongská hokejová reprezentace
Hongkongská hokejová reprezentace je národní hokejové mužstvo Hongkongu. Hokejový svaz byl založen 8. srpna 1980, sdružuje 1536 registrovaných hráčů (z toho 530 seniorů), majících k dispozici pět hal s umělou ledovou plochou. Hongkong je členem Mezinárodní federace ledního hokeje od 30. dubna 1983. Hokejisté Hongkongu jsou účastníci divize III mistrovství světa 1987 a divize III MS 2014, 2015, 2016 a 2017.

## Mistrovství světa v ledním hokeji
| MS        | Úroveň                   | Místo turnaje | Umístění                         | Celkově                          |
| --------- | ------------------------ | ------------- | -------------------------------- | -------------------------------- |
| MS – 1987 | Skupina D                | Perth         | 4. místo                         | 28. místo                        |
| MS – 2014 | Divize III               | Kockelscheuer | 4. místo                         | 44. místo                        |
| MS – 2015 | Divize III               | Smyrna        | 4. místo                         | 44. místo                        |
| MS – 2016 | Divize III               | Istanbul      | 5. místo                         | 45. místo                        |
| MS – 2017 | Divize III               | Sofie         | 4. místo                         | 44. místo                        |
| MS – 2018 | Divize III               | Kapské Město  | 6. místo                         | 46. místo                        |
| MS – 2019 | Divize III – kvalifikace | Abú Zabí      | 2. místo                         | 48. místo                        |
| MS – 2020 | Divize III B             | Kapské Město  | Zrušeno kvůli pandemii covidu-19 | Zrušeno kvůli pandemii covidu-19 |
| MS – 2021 | Divize III B             | Kapské Město  | Zrušeno kvůli pandemii covidu-19 | Zrušeno kvůli pandemii covidu-19 |
| MS – 2023 | Divize III B             | Sarajevo      | 3. místo                         | 48. místo                        |
| MS – 2024 | Divize III B             | Sarajevo      | 4. místo                         |                                  |

## Asijské zimní hry
| Rok  | Úroveň   | Místo turnaje | Umístění  | Celkově   |
| ---- | -------- | ------------- | --------- | --------- |
| 2007 | Elitní   | Čchang-čchun  | 10. místo | 10. místo |
| 2017 | Divize I | Sapporo       | 5. místo  | 9. místo  |

## IIHF Challenge Cup of Asia
| Rok  | Místo turnaje | Umístění |
| ---- | ------------- | -------- |
| 2008 | Kowloon       | 3. místo |
| 2009 | Abú Zabí      | 4. místo |
| 2010 | Tchaj-pej     | 5. místo |
| 2011 | Kuvajt        | 1. místo |
| 2013 | Bangkok       | 2. místo |
| 2014 | Abú Zabí      | 5. místo |

## Mezistátní utkání Hongkongu
13. 3. 1987  Tchaj-wan 2:2 Hongkong 
13. 3. 1987  Austrálie 37:0 Hongkong 
14. 3. 1987  Jižní Korea 44:0 Hongkong 
15. 3. 1987  Nový Zéland 19:0 Hongkong 
17. 3. 1987  Austrálie 42:0 Hongkong 
18. 3. 1987  Jižní Korea 24:1 Hongkong 
19. 3. 1987  Nový Zéland 19:0 Hongkong 
8. 1. 2003  Hongkong 30:1 Macao 
8. 3. 2005  Hongkong 6:2 Tchaj-wan 
10. 3. 2005  Hongkong 5:3 Thajsko 
7. 1. 2007  Hongkong 8:0 Macao 
26. 1. 2007  Malajsie 7:3 Hongkong 
27. 1. 2007  Jižní Korea 11:0 Hongkong 
2. 2. 2007  Thajsko 4:3 Hongkong 
8. 3. 2007  Macao 4:4 Hongkong 
9. 3. 2007  Hongkong 5:2 Macao 
11. 7. 2007  Hongkong 5:2 Macao 
25. 1. 2008  Hongkong 5:1 Macao 
29. 3. 2008  Hongkong 7:1 Macao 
24. 4. 2008  Malajsie 4:2 Hongkong 
24. 4. 2008  Hongkong 2:1 Tchaj-wan 
25. 4. 2008  Hongkong 6:2 Macao 
26. 4. 2008  Thajsko 4:2 Hongkong 
26. 4. 2008  Hongkong 1:0 Singapur 
13. 7. 2008  Hongkong 6:0 Macao 
27. 9. 2008  Macao 4:4 Hongkong 
15. 3. 2009  Singapur 1:1 Hongkong 
16. 3. 2009  Hongkong 11:0 Macao 
17. 3. 2009  Spojené arabské emiráty 5:1 Hongkong 
19. 3. 2009  Thajsko 6:4 Hongkong 
20. 3. 2009  Malajsie 4:3 Hongkong 
25. 4. 2009  Macao 8:3 Hongkong 
28. 6. 2009  Hongkong 3:1 Macao 
29. 6. 2009  Macao 7:3 Hongkong 
20. 3. 2010  Macao 8:7 Hongkong 
31. 3. 2010  Tchaj-wan 3:1 Hongkong 
1. 4. 2010  Spojené arabské emiráty 0:0 Hongkong 
2. 4. 2010  Hongkong 2:1 Mongolsko 
3. 4. 2010  Hongkong 2:0 Macao 
4. 4. 2010  Hongkong 5:2 Mongolsko 
5. 9. 2010  Macao 6:4 Hongkong 
7. 11. 2010  Hongkong 3:2 Macao 
25. 4. 2011  Hongkong 5:4 Spojené arabské emiráty 
26. 4. 2011  Hongkong 7:5 Thajsko 
27. 4. 2011  Hongkong 15:0 Indie 
29. 4. 2011  Hongkong 13:0 Macao 
30. 4. 2011  Hongkong 6:1 Kuvajt 
29. 5. 2011  Hongkong 4:3 Macao 
12. 1. 2012  Hongkong 7:0 Macao 
14. 10. 2012  Macao 9:4 Hongkong 
29. 12. 2012  Macao 1:1 Hongkong 
17. 3. 2013  Hongkong 10:0 Singapur 
18. 3. 2013  Hongkong 21:0 Indie 
20. 3. 2013  Hongkong 9:0 Macao 
21. 3. 2013  Hongkong 7:3 Mongolsko 
22. 3. 2013  Hongkong 6:3 Spojené arabské emiráty 
23. 3. 2013  Hongkong 4:3 Mongolsko 
24. 3. 2013  Tchaj-wan 4:2 Hongkong 
3. 8. 2013  Hongkong 8:0 Macao 
13. 10. 2013  Macao 5:5 Hongkong 
1. 12. 2013  Macao 4:2 Hongkong 
16. 3. 2014  Thajsko 2:1 Hongkong 
17. 3. 2014  Mongolsko 9:2 Hongkong 
19. 3. 2014  Spojené arabské emiráty 5:1 Hongkong 
20. 3. 2014  Hongkong 6:0 Kuvajt 
22. 3. 2014  Tchaj-wan 7:1 Hongkong 
6. 4. 2014  Hongkong 2:1 Spojené arabské emiráty 
7. 4. 2014  Hongkong 12:0 Gruzie 
9. 4. 2014  KLDR 12:2 Hongkong 
11. 4. 2014  Bulharsko 6:1 Hongkong 
12. 4. 2014  Lucembursko 8:0 Hongkong 
30. 8. 2014  Hongkong 7:0 Macao 
30. 11. 2014  Hongkong 4:1 Macao 
28. 12. 2014  Hongkong 3:2 Macao 
3. 4. 2015  Hongkong 8:3 Spojené arabské emiráty 
6. 4. 2015  Hongkong 8:0 Bosna a Hercegovina 
7. 4. 2015  Hongkong 11:3 Gruzie 
9. 4. 2015  Turecko 11:1 Hongkong 
10. 4. 2015  KLDR 9:0 Hongkong 
12. 4. 2015  Lucembursko 5:2 Hongkong 
29. 8. 2015  Hongkong 6:1 Macao 
11. 10. 2015  Macao 2:2 Hongkong 
22. 11. 2015  Hongkong 6:0 Macao 
31. 3. 2016  Bosna a Hercegovina 5:4 Hongkong 
1. 4. 2016  JAR 9:1 Hongkong 
3. 4. 2016  Lucembursko 7:1 Hongkong 
4. 4. 2016  Turecko 5:1 Hongkong 
6. 4. 2016  Gruzie 14:3 Hongkong 
Hongkong vyhrál kontumačně 5:0.
23. 10. 2016  Macao 8:6 Hongkong 
18. 2. 2017  Hongkong 12:1 Singapur 
20. 2. 2017  Tchaj-wan 5:4 Hongkong 
21. 2. 2017  Thajsko 8:2 Hongkong 
23. 2. 2017  Mongolsko 8:6 Hongkong 
25. 2. 2017  Hongkong 5:3 Spojené arabské emiráty 
10. 4. 2017  Hongkong 5:0 Bosna a Hercegovina 
Hongkong vyhrál kontumačně 5:0.
11. 4. 2017  Bulharsko 10:3 Hongkong 
13. 4. 2017  Hongkong 5:2 Tchaj-wan 
15. 4. 2017  Lucembursko 8:1 Hongkong 
16. 4. 2017  Gruzie 14:3 Hongkong 